# Volucella
Volucella là một chi ruồi trong họ Syrphidae.

## Hình ảnh

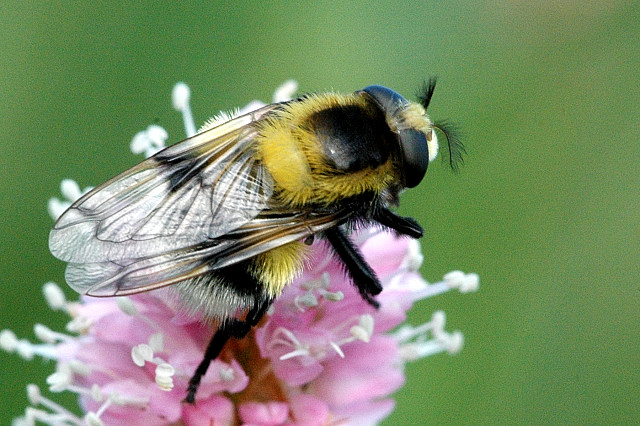
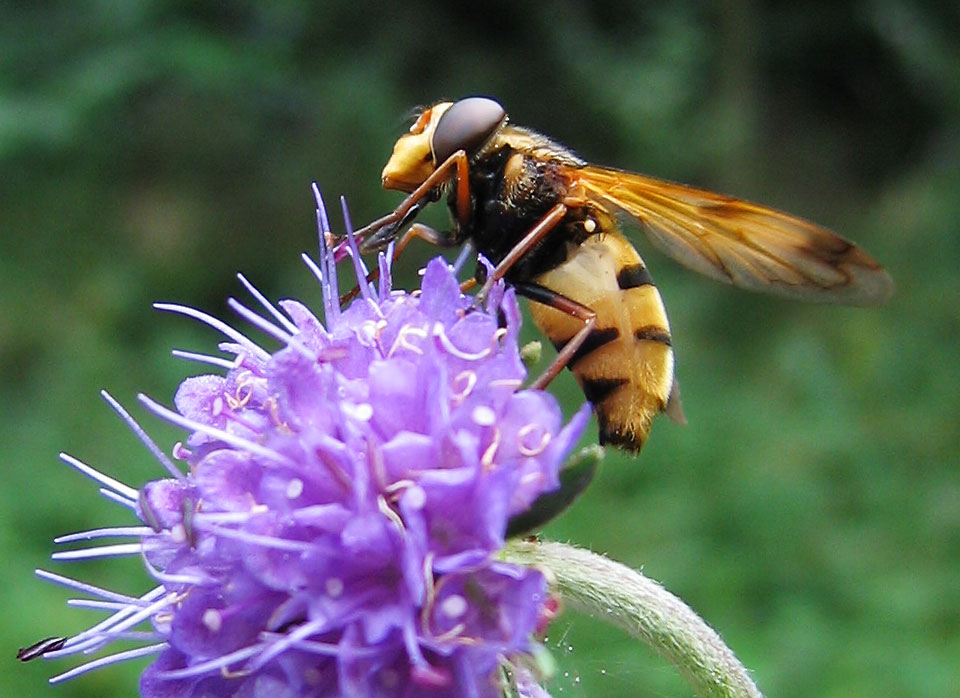
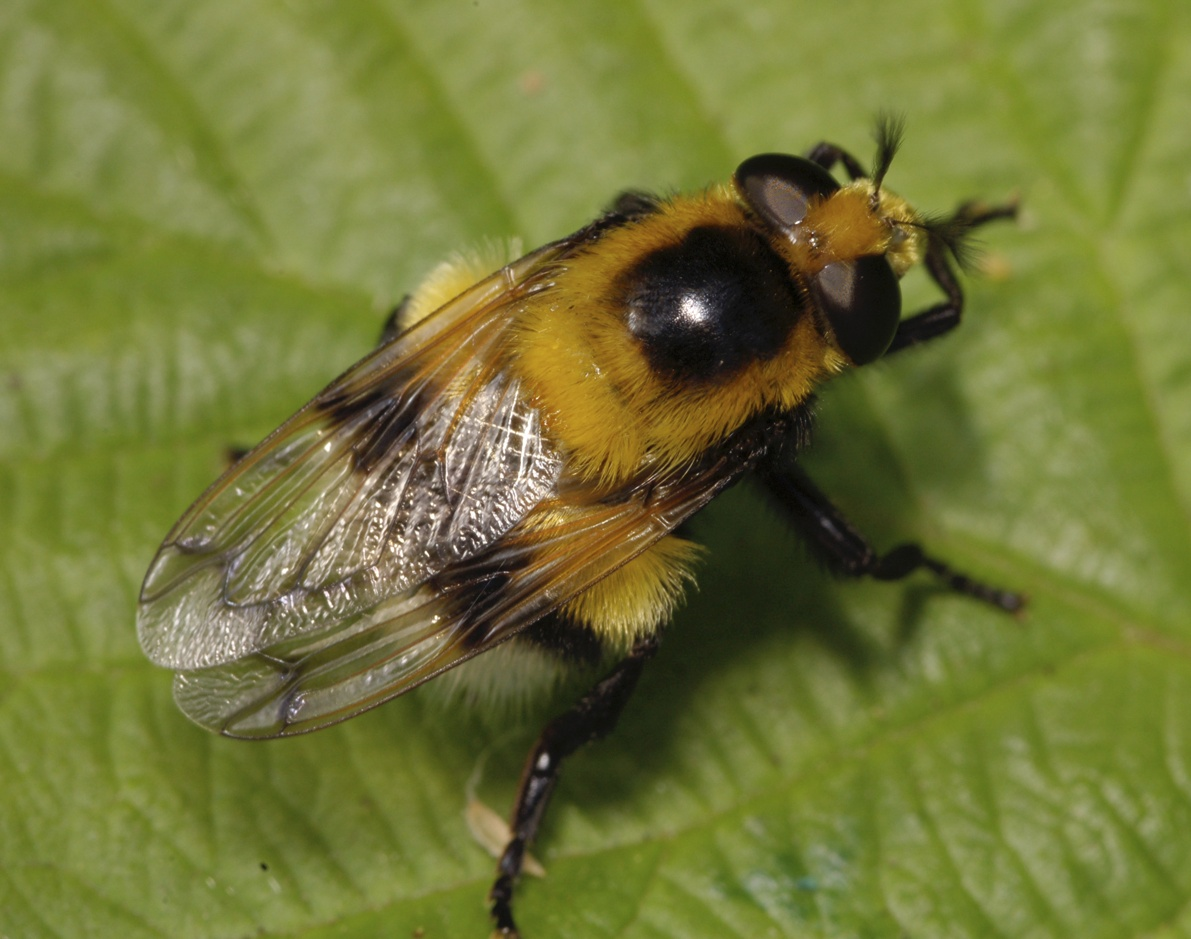